# Zyginidia obesa
Zyginidia obesa är en insektsart som beskrevs av Aleksey A. Zachvatkin 1937. Zyginidia obesa ingår i släktet Zyginidia och familjen dvärgstritar.
Artens utbredningsområde är Turkiet. Inga underarter finns listade i Catalogue of Life.